# Trachelocyphus
Trachelocyphus is een geslacht van kevers uit de familie van de loopkevers (Carabidae). De wetenschappelijke naam van het geslacht is voor het eerst geldig gepubliceerd in 1900 door Tschitscherine.

## Soorten
Het geslacht Trachelocyphus omvat de volgende soorten:
- Trachelocyphus aenigmaticus Tschitscherine, 1900
- Trachelocyphus gerardianus (Burgeon, 1935)
- Trachelocyphus mirulus (Tschitscherine, 1901)
- Trachelocyphus trisulcis (Chaudoir, 1878)
- Trachelocyphus tschitscherini Lutshnik, 1922